# 中山泰秀
中山 泰秀（なかやま やすひで、1970年〈昭和45年〉10月14日 - ）は、日本の政治家。自由民主党所属の元衆議院議員（5期）。
大阪府大阪市出身。成城大学法学部法律学科卒業、早稲田大学大学院修士 （スポーツ科学）。電通社員を経て、2003年第43回衆議院議員総選挙で初当選。2012年第46回衆議院議員総選挙で再選し、2021年まで衆議院議員を務めた。2022年に、東証グロース上場の株式会社FFRIセキュリティ社外取締役、Chartered Investment Managers Pte. Ltd.のベンチャーパートナーに就任。
外務大臣政務官（第1次安倍改造内閣・福田康夫内閣）、外務副大臣（第2次安倍改造内閣・第3次安倍内閣）、衆議院外務委員長、防衛副大臣兼内閣府副大臣（菅義偉内閣）を歴任した。

## 経歴

### 生い立ち
1970年（昭和45年）10月14日、大阪府大阪市北区生まれ。父は元衆議院議員、元建設大臣の中山正暉。伯父は元外務大臣の中山太郎。祖父は弁護士で戦前に衆議院議員、戦後に参議院議員を務めた中山福蔵。祖母は女性初の国務大臣（厚生大臣）となった中山マサ。曽祖父の一人がアメリカ人。
小松幼稚園、追手門学院小学校、千代田区立九段中学校、アルザス成城学園を経て、1993年（平成5年）成城大学法学部法律学科卒業。学士（法学）。同年、電通入社。アナウンサーの雨宮塔子は大学の同窓。

### 政界入り
1996年（平成8年）、第41回衆議院議員総選挙で大阪5区に出馬。新進党の谷口隆義と日本共産党の東中光雄につぐ次々点で比例復活もならず落選した。
2000年（平成12年）の第42回衆議院議員総選挙では、自公保連立政権・第1次森内閣発足に伴い大阪5区を公明党の谷口に譲り、近畿ブロックの比例単独下位（名簿登載順位第39位）で出馬するも落選する。
2001年（平成13年）、大阪府議会都島区補選に自民党公認・保守党推薦で出馬するも落選。その後、保守党から応援に派遣された小池百合子の政策秘書に採用される。
2003年（平成15年）、第43回衆議院議員総選挙に大阪4区から出馬。小選挙区では民主党の吉田治に敗れるも、比例復活して初当選を果たす。
2005年（平成17年）、第44回衆議院議員総選挙に大阪4区から出馬し、前回敗れた吉田を破って再選される。
同年、政治倫理審査会委員、衆議院議事進行係を務めた。2006年（平成18年）10月、党内閣部会専任部会長に就任。
2007年（平成19年）8月29日、第1次安倍改造内閣で外務大臣政務官に就任する。同年9月27日、福田康夫内閣で外務大臣政務官に再任された。

### 落選
2009年（平成21年）8月30日、第45回衆議院議員総選挙で大阪4区から出馬。前回下した吉田に敗れ、比例復活もならず落選した。
2010年3月25日、早稲田大学大学院スポーツ科学研究科修士課程修了。大学院修士（スポーツ科学）の学位を取得。指導教官は元通産官僚の平田竹男。大学院の同窓に桑田真澄（プロ野球選手）、江口晃生（ボートレーサー）が居る。

### 国政復帰と2度目の落選
2012年（平成24年）12月17日、第46回衆議院議員総選挙に大阪4区から出馬。小選挙区では日本維新の会の村上政俊に敗れたが、比例復活で当選し、国政に復帰する。
2014年（平成26年）9月3日、第2次安倍改造内閣で外務副大臣に就任。同年12月14日、第47回衆議院議員総選挙に大阪4区から出馬し村上の後継で維新の党から出馬した吉村洋文・日本共産党の清水忠史および無所属で出馬した吉田を下して、9年ぶりに小選挙区で当選し4選（吉村・清水はそれぞれ比例復活）。同年12月25日、第3次安倍内閣で外務副大臣に再任される。
2015年（平成27年）1月20日、ISILによる日本人拘束事件を受け、外務省在ヨルダン日本国大使館に設置された現地対策本部の本部長に就任する。同年10月、自民党大阪府連会長に就任した。しかし、就任直後の11月22日に行われた大阪府知事選挙・大阪市長選挙および大阪市議会議員補欠選挙（西成区）では、自民党推薦・公認候補が民主党や日本共産党の支援を受けたにも関わらず、大阪維新の会公認候補に完敗している。
2017年（平成29年）10月22日、第48回衆議院議員総選挙に大阪4区から出馬し、吉村の後継で日本維新の会の美延映夫と日本共産党の清水忠史に比例復活を許さず、5選。
2018年（平成30年）、TPP11協定（環太平洋パートナーシップに関する包括的及び先進的な協定の締結について承認を求める件）の採決について、外務委員会委員長として3日間の審議時間を与えた。2018年（平成30年）5月18日、TPP11は衆院本会議で可決された。これに対し、国民民主党の関健一郎議員は「本来必要のない委員長職権による緊急上程だ」と批判し、立憲民主党の阿久津幸彦議員も批判したが、大島理森議長は採決に移り、午後1時30分すぎに起立多数で可決した。
2020年（令和2年）9月18日、菅義偉内閣で防衛副大臣兼内閣府副大臣に就任。
2021年（令和3年）10月31日の第49回衆議院議員総選挙で前回下した美延に約35000票の大差をつけられて落選。大阪4区における自身の選挙で、過去最低の得票数・得票率・惜敗率を記録した。
同年11月25日、高市早苗党政務調査会長の下、政務調査会長特別補佐 (外交・国防・ゲームチェンジャー領域担当) に就任。
2023年（令和5年）に行われた自民党の大阪府内衆院10選挙区の支部長公募において一度は再任が保留されたが、9月12日に大阪4区支部長に再任された。
2024年（令和6年）10月31日の第50回衆議院議員総選挙で美延に再び敗れ、比例復活もならず落選した。

## 政策・主張

### 憲法
- 憲法改正について、2017年、2021年のアンケートで「賛成」と回答[21][22]。
- 9条改憲について、2021年の毎日新聞社のアンケートで「改正して自衛隊の存在を明記すべきだ」と回答[23]。
- 改正すべき項目として「自衛隊の保持を明記する」「集団的自衛権の保持を明記する」「緊急事態に関する条項を新設する」と主張[22]。
- 憲法を改正し緊急事態条項を設けることについて、2021年の毎日新聞社のアンケートで「賛成」と回答[23]。

### 外交・安全保障
- 安全保障関連法の成立について、2017年のアンケートで「評価する」と回答[21]。
- 「他国からの攻撃が予想される場合には敵基地攻撃もためらうべきではない」との問題提起に対し、2017年のアンケートで「どちらとも言えない」と回答[21]。2021年のアンケートで「賛成」と回答[22]。
- 「北朝鮮に対しては対話よりも圧力を優先すべきだ」との問題提起に対し、2017年のアンケートで「賛成」と回答[21]。2021年のアンケートで「どちらかと言えば賛成」と回答[22]。
- 普天間基地の辺野古移設について、2021年のアンケートで「賛成」と回答[22]。

### ジェンダー
- 選択的夫婦別姓制度の導入について、2017年のアンケートで「反対」と回答[21]。2021年の朝日新聞社のアンケートで「どちらとも言えない」と回答し[22]、同年の日本テレビのアンケートで「反対」と回答[24]。
- 同性婚を可能とする法改正について、2017年のアンケートで「反対」と回答[21]。2021年の朝日新聞社のアンケートで「どちらとも言えない」と回答し[22]、同年の日本テレビのアンケートで「やや賛成」と回答[24]。
- 「LGBTなど性的少数者をめぐる理解増進法案を早期に成立させるべきか」との問題提起に対し、2021年のアンケートで「賛成」と回答[22]。
- クオータ制の導入について、2021年のNHKのアンケートで「反対」と回答し[23]、同年の日本テレビのアンケートで「やや反対」と回答[24]。

### その他
- アベノミクスについて、2017年のアンケートで「評価する」と回答[21]。
- 安倍内閣による森友学園問題・加計学園問題への対応について、2017年のアンケートで「評価する」と回答[21]。
- 森友学園への国有地売却をめぐる公文書改竄問題で、2021年5月6日、国は「赤木ファイル」の存在を初めて認めた[25]。しかし5月13日、菅義偉首相はファイルの存在を踏まえた再調査を行わない考えを報道各社に書面で示した[26]。9月の自民党総裁選挙で総裁に選出された岸田文雄も10月11日、衆議院本会議の代表質問で再調査の実施を否定した[27]。国の対応をどう考えるかとの同年の毎日新聞社のアンケートに対し「これ以上、調査や説明は必要ない」と回答[23]。
- 「治安を守るためにプライバシーや個人の権利が制約されるのは当然だ」との問題提起に対し、2017年のアンケートで「どちらとも言えない」と回答[21]。

## 親族
- 曽祖父
  - 中山勝平（福蔵の父）
  - ロドニー・H・パワーズ（Rodney H. Powers、アメリカ海軍軍人、中山マサの父）[28]
- 曽祖母
  - 飯田ナカ（マサの母）
- 祖父 - 中山福蔵（熊本県玉名郡江田村出身。衆議院議員、参議院議員、弁護士）
- 祖母 - 中山マサ（長崎県長崎市出身。旧姓飯田。日本初の女性閣僚、厚生大臣、衆議院議員）
- 父 - 中山正暉（大阪府出身。建設大臣、衆議院議員）
- 伯父 - 中山太郎（大阪府出身。大阪医科大学医学博士。外務大臣、衆議院議員、参議院議員、医師）
- 従兄 - 中山讓治（第一三共代表取締役、同CEO）

## 人物

### 外国との関係
- 2015年（平成27年）4月27日、アメリカのシンクタンクミルケンインスティチュートグローバルカンファレンス（英語版）（英:Milken Institute Global Conference）で、イラン核合意を含めるグローバル経済のリスクについて議論する最も大きなパネルディスカッションのパネラーに、日本人の国会議員として初めて招待されて発言した[29]。
- 2015年（平成27年）8月18日、コリー・ガードナー（英語版）米国連邦上院議員と面会し、日米同盟強化の重要性を議員が上院で演説したことを感謝した。ガードナーは「TPP等を通じて日米同盟をさらに強化するため働けることを楽しみにしている」と伝えた[30]。2019年（令和元年）、日米貿易協定では、自由民主党外交部会長として、3日間のスピード了承。同協定は日本が米国産の牛肉や豚肉、乳製品などの関税を下げ、米国が日本の自動車分野以外の幅広い工業品の関税を撤廃する内容[31]。中山は「日米の絆が深まった」と歓迎した[32]。
- 2020年（令和2年）12月、防衛副大臣当時に、米国ウォールストリートジャーナルの社説に中山の意見が支持される形で掲載されたことがあり、日本の国会議員で初めてと言える[33][34]。
- 2021年（令和3年）5月11日、イスラエル・パレスチナ危機（英語版）に際し、Twitterでイスラエル国防軍アカウントを引用し、「あなたならどうしますか？ある日突然24時間で300発以上のロケット弾がテロリストによって撃ち込まれ、愛する家族の命や、家を奪われたら。イスラエルにはテロリストから自国を守る権利があります。最初にロケット弾を一般市民に向け撃ったのは一体誰だったのか？ 私達の心はイスラエルと共にあります」と表明した[35]。これに対しイスラエル側は、バラク・シャイン駐日報道官[36]、イスラエル・ストゥルロヴ駐日公使[37]、アロン・ウシュピス（ヘブライ語版）外務長官（事務次官に相当）[38]らが、相次いで歓迎した。
加藤勝信・内閣官房長官は12日の記者会見で「中山氏個人のツイッターでの発信で、その意図を承知していないのでコメントは差し控えたい」と述べたが[39]、同月14日、駐日パレスチナ代表部のシアム大使が記者会見で「（イスラエルが主張する）自衛という名目で殺された多くのパレスチナ市民に対して無礼だ」「イスラエルの人種隔離政策や、今も続く民族浄化を支持していることにもなる」と非難した[40]。同月21日、中山は「（ツイートにより）中東の議論が活発となり、一定の使命を果たした」として、投稿を削除したことを発表した[41]。
- 2021年（令和3年）6月28日、アメリカの保守系シンクタンクのハドソン研究所の講演で、「台湾は友人ではない。我々は兄弟であり、家族だ」と発言した[42]。また、台湾を｢国家｣と表現した[42]。
- 2021年（令和3年）8月、防衛副大臣当時に自ら米国を訪問し、防衛省の政務三役として初めてサイバー軍司令部（サイバーセキュリティコマンド、英:US Cyber Command）を訪れ、サイバーセキュリティーが今後重要になると言う観点から、日米でサイバーセキュリティのアライアンス強化を図る提案を行った。この訪問により、中山はまた、日本人初のアメリカサイバー軍訪問者となった[43][44]。
- 2021年9月9日、台湾の国策研究院文教基金会が開催した日台の協力に関する座談会で、日本と台湾は「目と鼻の先」に位置していると言及した上で、何か起きれば「他人事ではない。自分ごとだ」「（台湾の平和と安定は）人ごとではない」「台湾と日本は目と鼻の先であり、日本は台湾の平和と安定を自国のことのように扱い、他人事にはできない」と強調した[45][46][47]。これに対して中国外務省の趙立堅報道官は、「でたらめな発言」「強烈な不満と断固たる反対」「中国内政への干渉を直ちにやめるべきだ」として、日本側に抗議したと明らかにした。一方、台湾外交部の欧江安（中国語版）報道官は、今後の成り行きに好意的な見方を示し、各界の友人が台湾海峡の平和と安定に引き続き関心を向けることを歓迎するとして、台湾と日本の関係は友好的かつ密接であり、自由や民主主義、人権、法の支配といった基本的価値観を共有していると言及し、密接な経済関係を有し、互いに重要なパートナーだとし、今後も引き続き日本との各分野での友好的協力関係を拡大するとともに、強く確かなものにしていくと述べた[45][46][47]。
- 2024年（令和6年）10月より、中山が、日本の外務省と防衛省の両方で副大臣を務めた経歴を有していて、国際関係と防衛問題に関してグローバルな協力を促進し、デジタル時代の重要な問題に取り組む組織の使命を推進するのに最適である経験を買われ、ボストングローバルフォーラム（英語版）（英:Boston Global Forum）と言う、アメリカのハーバード大学及びマサチューセッツ工科大学の教授たちなどで作っているシンクタンクの理事に当たるエグゼクティブボード兼、日本と台湾の代表を務めている[48]。

### 五輪ショーディレクター解任騒動での対応
2021年7月14日、五輪組織委員会は、東京オリンピック・パラリンピックの開会式と閉会式の役職一覧を発表。事実上トップの「ショーディレクター」は元ラーメンズのメンバーの小林賢太郎であることが明かされた。
ところが7月21日夜、芸能情報サイトが小林の「ラーメンズ」時代のコントについて触れ、別の芸能雑誌が午後22時台にコントの動画をTwitterにはりつけて紹介。「あの『ユダヤ人大量惨殺ごっこ』やろうって言った時のな」という小林の言葉はSNSで拡散され、中山のTwitterのフォロワーがコントの件を中山に報告。22日午前2時、中山は自身のTwitterに「早速サイモンウィーゼンタールセンターと連絡を取り合い、お話をしました」と投稿。ホロコーストの記録保存や反ユダヤ主義の監視を行うサイモン・ウィーゼンタール・センター（SWC）に、自ら連絡した旨を述べた。さらに、同団体の代表者からのコメントとして、「この人物が東京五輪に関わることは、600万人の無実のユダヤ人の記憶を侮辱している」などとする英文を紹介した。同団体は日本時間22日未明、抗議の声明を発表するに至った。
開会式前日にあたる22日の午前、組織委員会は小林を解任するとともに謝罪のコメントを出した。なお、中山は「SWCに連絡した時にはコントの動画について既に把握しており、抗議声明の準備をしていた」として、自身の連絡により、小林が解任される直接の動機になったことを否定している。組織委員会会長の橋本聖子も「（中山とは別の）関係者からの指摘で早朝に確認した」とし、SWCからの抗議声明による影響ではないとコメントしている。

### その他
- 趣味はモータースポーツ。自民党モータースポーツ推進議員連盟のイベントレースにおいて、同好の古屋圭司と筑波サーキットで腕を競うこともあり、また、「K4-GP」などへの参戦経験もある。「3度のメシより車が好き」と評されており、独身時代は車のローンに資金を注ぎ込んでいた[62]。
- アパグループ主催の第1回『「真の近現代史観」懸賞論文』で田母神俊雄の論文（いわゆる「田母神論文」）審査を依頼された委員の一人。2回の審査会には国会審議のため欠席を申し出たが、「秘書でもよいので出席させて欲しい」との主催者側からの要請を受け、秘書を代理で出席させた。TBSの朝の情報番組『朝ズバッ!』によると、秘書は「自分は田母神論文に零点をつけた」と答えたとされたが、この発言は産経新聞のコラムで否定されている。このコラムは中山及び秘書へ取材なしに記述された記事であり、主催者である元谷外志雄は花岡信昭に中山泰秀への攻撃記事掲載を依頼している[要出典]。その証左としてテレビ放送直後、元谷は中山の携帯電話に連絡を入れ、「お前をなんで審査員に選んだか分かるか。この論文はアメリカにもインターネットで同時配信を行う。その時にお前の『元外務大臣政務官』という肩書きが審査会の信用性を担保する。そのためにお前を選んだんだ」と恫喝していた。中山はこの会話内容を録音しており、この電話について「恐怖心すら抱いた」と元週刊文春記者の取材に応えている[63]。なお、秘書は「間違えて一人分多く付けてしまったため、事前に1作品（これが田母神論文だったという）の削除を連絡していたが、集計表に載ってしまっている」と発言[63]。
- 2009年にリンゼイ・アン・ホーカー殺害事件の容疑者が逮捕された際、スポーツ報知の取材に対し、街で女装した容疑者を「移動中の車から同乗者とともに目撃した」と語り、「あの目は間違いなく容疑者だった」と述べている[64]。
- ヨットに乗り太平洋横断中に遭難したニュースキャスターの辛坊治郎ら2人が海上自衛隊に救助されたことに関し、2013年6月25日の自民党国防部会で別の議員が発言した内容を、部会長である中山が発言したかのような取り上げ方をした時事通信社の報道に対し、誤解を生じさせたとして関係者に協議訂正を求めた[65]。

## 騒動

### 献金
2009年1月、自民党大阪府第4選挙区支部など自らが代表を務める3つの政治団体が、暴力団と関わりがあるとされて公共事業から排除された企業から政治献金を受け取っていたことが報じられた。中山は「マスコミ報道によって、暴力団と関わりがあることを知った」とコメントした。同時に、この企業に大阪府警察本部OBが当時2名在籍していたこと、大阪府の本庁舎及び大阪市福島区に所在し、大阪市の外郭団体が運営を行う中央卸売り市場の警備・ビルメンテナンスを請け負っていた事実が判明した。
マスコミの取材に対し、中山は「調べると大阪府警のOBが在籍し、官庁である大阪府、大阪市自らが発注を行っていた先の企業が、暴力団関係企業だと知る由もない。このような警察や行政すら当時把握出来ていない情報を、私たちが一体どのように把握すればよいのか、大いに疑問を抱く」と回答している。

### 政治資金パーティー
中山が副大臣在任中だった2014年、中山が代表を務める政治団体が収入額1000万円以上の政治資金パーティーを開いていた。大臣規範は政務三役に対し、「国民の疑惑を招きかねないような大規模なパーティー」の自粛を求めている。

### ISILによる日本人拘束事件
イスラム過激派ISILによる日本人拘束事件でヨルダンの現地対策本部長を務めた中山は、帰国後に雑誌などで非難を受けた。主に外務省関係者からの見聞による内容とされていたが、同様の記事を掲載したプレジデント編集部には、外務省報道課長、中東第一課長、邦人テロ対策室課長の連名で「報じられているような事実はない」と記事の訂正を求める抗議文が届いている。中山本人も、2015年2月23日に行われた国会答弁や、自身が出演するラジオ番組『ラジオ政論』などで、今回の誹謗中傷は事実に反する報道であると発言した。

### 橋下徹前大阪市長との訴訟
2016年6月12日、大阪市の国家予算要望説明会で「前の市長（橋下徹）の時に、秘書が覚醒剤で逮捕されたというのは本当ですか」との趣旨の発言をした。橋下は中山の発言は「完全な事実無根」だと主張し、大阪市長吉村洋文は大阪市の名誉が損ねられたとして、6月20日に謝罪を要求する内容の文書を中山へ送付した。同月、橋下は中山に対し、名誉を傷つけられたとして計一千万円の損害賠償を求めて大阪地裁に訴訟を起こすとともに、名誉毀損罪で大阪地検に告訴した自民党関係者によれば橋下の秘書が逮捕されたという事実はなく、中山の発言は橋下の知事選出馬時の陣営スタッフが後に逮捕された件と混同していたとみられる。
橋下は中山の発言を受け、「中山泰秀アホボンが、また大失態をやらかした」「日本一無能なピーマン政治家」などとtwitterに投稿していたため、同年12月には中山側も橋下の投稿で政治的信用が損なわれたとして一千万円の損害賠償などを求めて反訴。2件の訴訟を巡って両者は対立姿勢を明確にしてきたが、2017年8月には和解に向けた協議に入り、同年10月4日付で和解した。橋下は自身の弁護士事務所を通じ「本件に関して、一切コメント等をする予定はありません」とした。

### 遅刻による外交防衛委員会の流会
2021年5月20日、防衛副大臣として出席予定だった外交防衛委員会の開会時刻に遅刻し、予定していた質疑を取りやめて流会となった。1週間前に三原じゅん子厚生労働副大臣も同様に遅刻したばかりであったこともあり、与野党から厳しく批判された。

### 美延映夫衆議院議員との訴訟
2022年4月、中山は出演したラジオ番組などで、選挙区の競合相手である維新の美延映夫衆議院議員について、美延の妻が2016年に亡くなったことに言及し「家族を守れない人に国を守れない」などと述べた。美延は公表していない妻の死を公表されたとして中山に対し慰謝料など660万円の損害賠償を求め、2023年6月30日、大阪地裁は中山によるプライバシー侵害を認め66万円の支払いを命じた。なおその後中山から美延に対して反訴請求がなされ、本裁判の控訴審において美延が損害賠償の請求を放棄し、和解により解決した。

## 所属団体・議員連盟
- 自民党たばこ議員連盟[83]
- 時代に適した風営法を求める議員連盟（パチンコ議連）
- 日本会議国会議員懇談会[84]
- 神道政治連盟国会議員懇談会[84]
- みんなで靖国神社に参拝する国会議員の会[84]
- 創生「日本」[84]
- 日本の前途と歴史教育を考える議員の会（「慰安婦問題」小委員長）
- 日本教職員組合問題究明議員連盟
- 日韓議員連盟
- 自民党国際人材議員連盟
- 再チャレンジ支援議員連盟
- 日本・イスラエル友好議員連盟（事務局長）
- 国連・国際機関の本部機能等を日本に誘致する議員連盟（事務局長）
- 日本のあるべき救急医療体制を考える議員の会（事務局長）
- 自民党モータースポーツ推進議員連盟
- 携帯電話問題懇話会（会長）
- 国際観光産業振興議員連盟[85]
- 対中政策に関する国会議員連盟

## 選挙歴
| 当落 | 選挙                         | 執行日         | 年齢 | 選挙区             | 政党       | 得票数     | 得票率 | 定数 | 得票順位 /候補者数 | 政党内比例順位 /政党当選者数 |
| ---- | ---------------------------- | -------------- | ---- | ------------------ | ---------- | ---------- | ------ | ---- | ------------------ | ---------------------------- |
| 落   | 第41回衆議院議員総選挙       | 1996年10月20日 | 26   | 大阪府第5区        | 自由民主党 | 4万3143票  | 20.92% | 1    | 3/4                | 25/10                        |
| 落   | 第42回衆議院議員総選挙       | 2000年06月25日 | 29   | 比例近畿ブロック   | 自由民主党 | ーー票     | ーー   | 30   | /                  | /                            |
| 落   | 2001年大阪府議会議員補欠選挙 | 2001年         | 31   | 大阪市都島区選挙区 | 自由民主党 | ーー票     | ーー   |      | /                  | /                            |
| 比当 | 第43回衆議院議員総選挙       | 2003年11月09日 | 33   | 大阪府第4区        | 自由民主党 | 8万7187票  | 42.24% | 1    | 2/3                | 6/9                          |
| 当   | 第44回衆議院議員総選挙       | 2005年09月11日 | 34   | 大阪府第4区        | 自由民主党 | 13万2072票 | 52.25% | 1    | 1/3                | /                            |
| 落   | 第45回衆議院議員総選挙       | 2009年08月30日 | 38   | 大阪府第4区        | 自由民主党 | 9万8576票  | 36.98% | 1    | 2/4                | 12/9                         |
| 比当 | 第46回衆議院議員総選挙       | 2012年12月16日 | 42   | 大阪府第4区        | 自由民主党 | 8万9894票  | 36.39% | 1    | 2/5                | 3/7                          |
| 当   | 第47回衆議院議員総選挙       | 2014年12月14日 | 44   | 大阪府第4区        | 自由民主党 | 8万2538票  | 38.87% | 1    | 1/4                | /                            |
| 当   | 第48回衆議院議員総選挙       | 2017年10月22日 | 47   | 大阪府第4区        | 自由民主党 | 8万83票    | 42.29% | 1    | 1/3                | /                            |
| 落   | 第49回衆議院議員総選挙       | 2021年10月31日 | 51   | 大阪府第4区        | 自由民主党 | 7万2835票  | 31.24% | 1    | 2/4                | 11/8                         |
| 落   | 第50回衆議院議員総選挙       | 2024年10月27日 | 54   | 大阪府第4区        | 自由民主党 | 6万4424票  | 29.53% | 1    | 2/5                | /                            |

## 関連人物
- 一木広治 - USEN・ヘッドライン
- 渡邉恒雄 - 読売新聞主筆
- 平田竹男 - 早稲田大学教授
- 雨宮塔子 - アナウンサー。大学の同窓
- 桑田真澄 - NPBプロ野球選手。大学院の同窓
- 江口晃生 - ボートレーサー。大学院の同窓